# Adventure Time : Finn et Jake mènent l'enquête
Adventure Time : Finn et Jake mènent l'enquête (Adventure Time: Finn and Jake Investigations) est un jeu vidéo d'action-aventure développé par Vicious Cycle Software et édité par Little Orbit, sorti en 2015 sur Windows, Wii U, PlayStation 3, PlayStation 4, Xbox 360, Xbox One et Nintendo 3DS.

## Accueil
- Nintendo Life : 7/10 (Wii U)[1]